# Clinohelea townesi
Clinohelea townesi är en tvåvingeart som beskrevs av Lane 1944. Clinohelea townesi ingår i släktet Clinohelea och familjen svidknott. Inga underarter finns listade i Catalogue of Life.